# نوب سایبات
نوب سایبات (به انگلیسی: Noob Saibot) یکی از شخصیت‌های ساختگی مجموعه بازی‌های مبارزه‌ای مورتال کامبت است. او برای نخستین بار به عنوان شخصیت مخفی و غیرقابل کنترل در نسخه مورتال کامبت ۲، به شکل ضد نور سیاه دیگر نینجاهای مرد بازی ظاهر شد. نخستین حضور او به عنوان شخصیت قابل انتخاب در نسخه‌های کنسولی آلتیمت مورتال کامبت ۳ بود. نام او برگرفته از معکوس نام خانوادگی سازندگانش؛ اد بون (به انگلیسی: Ed Boon) و جان توبایاس (به انگلیسی: John Tobias) است. نام حقیقی این شخصیت بی‌هان است و قبل از اینکه شبح باشد. انسان بوده و در مورتال کامبت ۱ مجددا انسان می‌شود.

## تاریخچه Noob Saibot
Noob Saibot  یکی از شخصیت‌های محوری در سری بازی‌های مبارزه‌ای مورتال کامبت است. او در طول زمان تغییرات چشمگیری را تجربه کرده و به عنوان یکی از شخصیت‌های تاریک و مرموز این سری شناخته می‌شود. نام او ترکیبی از نام‌های معکوس خالقان بازی Ed Boon و John Tobias است.
آغاز به عنوان Sub-Zero
شخصیت Noob Saibot در ابتدا به عنوان بی‌هان (Bi-Han)، اولین Sub-Zero در نسخه نخستین بازی **Mortal Kombat (1992)** معرفی شد. بی‌هان، یک جنگجوی قبیله Lin Kuei بود که توانایی کنترل یخ را داشت. او به دلیل بی‌رحمی و بی‌تفاوتی نسبت به اخلاقیات مشهور بود. در این دوره، بی‌هان مأموریتی را دنبال می‌کرد که در نهایت منجر به رویارویی با اسکورپیون (Scorpion) شد.
مرگ توسط اسکورپیون
در مورتال کامبت 1 ، بی‌هان توسط اسکورپیون به دلیل کشتن خانواده و قبیله او کشته شد. مرگ بی‌هان باعث شد برادر کوچکترش، کوی لیانگ، عنوان Sub-Zero را به عهده بگیرد. این رویداد نقطه عطفی در تاریخچه بی‌هان بود.
تبدیل به Noob Saibot
پس از مرگ بی‌هان، روح او به قلمرو Netherrealm منتقل شد و تحت تأثیر جادوگر کوان چی (Quan Chi) به Noob Saibot تبدیل شد. Noob Saibot از این پس یک جنگجوی تاریکی و خدمتگزار نیروهای شیطانی بود و ارتباطی با گذشته خود به عنوان Sub-Zero نداشت. او تبدیل به یکی از قدرت‌های اصلی Netherrealm و یکی از جنگجویان تاریک این سری شد.
فعالیت در Mortal Kombat: Deception
در Mortal Kombat: Deception (۲۰۰۴)، Noob Saibot با شخصیت Smoke، که به یک ربات تبدیل شده بود، همکاری کرد و تلاش کرد Earthrealm را از بین ببرد. در این نسخه، Noob Saibot به یکی از مهم‌ترین و قدرتمندترین شخصیت‌های منفی تبدیل شد.
رابطه با برادر و بازگشت در مورتال کامبت 9
در نسخه مورتال کامبت 9، جزئیات بیشتری از رابطه او با برادر کوچکش، کوی لیانگ (Sub-Zero جدید)، مشخص شد. Noob Saibot نه تنها از برادرش متنفر بود، بلکه قصد داشت او را نابود کند. این رابطه پیچیده به تاریکی بیشتر شخصیت Noob Saibot افزود.
بازگشت در مورتال کامبت 11
درمورتال کامبت 11، Noob Saibot بار دیگر بازگشت و اطلاعات بیشتری درباره گذشته او به عنوان Sub-Zero و تبدیل شدنش به جنگجوی تاریکی ارائه شد. او همچنان به دنبال گسترش تاریکی و نابودی Earthrealm بود و همچنان یکی از ضدقهرمانان اصلی داستان بازی محسوب می‌شد.
توانایی‌ها
Noob Saibot دارای مجموعه‌ای از توانایی‌های ویژه است
1. کنترل تاریکی: او می‌تواند از سایه‌ها و تاریکی برای حمله به دشمنان استفاده کند و خود را به سایه تبدیل کرده و به سرعت حمله کند.
2. شریک سایه‌ای (Shadow Clone): یکی از توانایی‌های ویژه او ایجاد یک نسخه سایه‌ای از خود است که به دشمنان حمله می‌کند.
3. دورجنبی و سرعت بالا: او می‌تواند با سرعت زیاد به مکان‌های مختلف جابه‌جا شود و حملات ناگهانی انجام دهد.
4. مهارت‌های مبارزه‌ای بالا: او یک جنگجوی ماهر و بی‌رحم است که از تکنیک‌های مرگبار استفاده می‌کند.